# Petteri Salomaa
Juha Petteri Salomaa, född 26 augusti 1961 i Helsingfors, är en finländsk sångare (baryton).
Salomaa fick 1981 ett delat första pris i sångtävlingen i Villmanstrand (tillsammans med Karita Mattila), och debuterade på Nationaloperan 1983 som Figaro i Figaros bröllop, varpå andra Mozart-roller följde. Efter avgångsexamen från Sibelius-Akademin 1989 var han engagerad vid operorna i Freiburg och Frankfurt, och har sedan gästspelat på många håll och gjort åtskilliga skivinspelningar. I Nationaloperans produktion av Erik Bergmans Det sjungande trädet utförde han rollen Prins Hatt. Han medverkade i Les Arts Florissants produktion av Purcells King Arthur som uppfördes på Covent Garden i London samt på Châtelet-teatern i Paris.
Sedan 2003 är Salomaa professor i sång vid Sibelius-Akademin.